# Антофаля
Антофаля (на испански: Antofalla) е голям стратовулкан в Катамарка (провинция), северозападна Аржентина. Вулканът се намира на ръба на пустинията Атакама. На върха на вулкана има инкски руини. Последното изригване на вулкана е през 1910 – 1911 г.